# Лэйрд, Мелвин
Мелвин Роберт Лэйрд (англ. Melvin Laird; 1 сентября 1922, Омаха, штат Небраска, США — 16 ноября 2016, Форт-Майерс, Флорида, США) — американский государственный деятель, член Республиканской партии, министр обороны США (1969—1973).

## Биография

### Ранние годы. Политическая карьера
Родился в семье Мелвина Р. Лэйрда-старшего, политика, бизнесмена и священнослужителя. Был внуком Уильяма Д. Коннора (1864—1944), лейтенант-губернатора Висконсина (1907—1909).
В мае 1944 году окончил колледж Карлтон в штате Миннесота, годом ранее поступил на военную службу в ВМС США, таким образом в конце Второй мировой войны в звании прапорщика участвовал в боях в Тихом океане в команде эсминца USS Maddox. Был награжден медалью  «Пурпурное сердце», в апреле 1946 года демобилизовался.
В 1946—1952 годах был преемником своего отца в Сенате штата Висконсин. В 1953—1969 годах член Палаты представителей США. На президентских праймериз в 1964 году был сторонником сенатора от штата Аризона Барри Голдуотера. Получил известность за счет своей деятельности в подкомитете по обороне Комитета по ассигнованиям Палаты представителей. В качестве конгрессмена в сентябре 1966 году он публично обвинил администрацию Джонсона в обмане по поводу затрат на войну во Вьетнаме и в задержке решений об эскалации наземной войны до выборов в конгресс 1966 году Одновременно подверг критике методы управления и принятия решений министра обороны Роберта Макнамары. Неохотно покинул Конгресс, дав понять, что готов работать в правительстве не более одного срока.
Сыграл ключевую роль в продвижении медицинских исследований, часто сотрудничал с либеральным демократом Джоном Фогарти из Род-Айленда, чтобы улучшить законодательство по вопросам образования или здравоохранения. Это привело к расширению программ и учреждений, занимающихся исследованиями в области здравоохранения, а также обеспечению финансирования создания Национальной медицинской библиотеки, Центра по контролю за заболеваниями в Атланте, Национального экологического центра в Северной Каролине и восьми национальных онкологических центров, позднее входивших в состав национальных институтов здравоохранения. Лэрд получил множество наград за свою работу по вопросам здравоохранения, в том числе премию Альберта Ласкера за медицинские исследования (1964 г.) и награду Американской ассоциации общественного здравоохранения за лидерство.
С 1956 по 1967 года являлся членом делегации США во Всемирной организации здравоохранения.

### Министр обороны США
Президент Ричард Никсон назначил его в 1969 году министром обороны в своем кабинете. Была создана специальная экспертная комиссия (Blue Ribbon Defense Panel), которая в своем отчете от 1 июля 1970 года сделала более 100 рекомендаций по организации и функциям Министерства обороны, часть из которых была реализована в период его пребывания на посту министра. Он не резко отошел от системы управления Макнамары-Клиффорда, а скорее ввел постепенные изменения. Он ориентировался на принцип «управления на основе участия», подход, рассчитанный на то, чтобы заручиться сотрудничеством генералитета в деле сокращения оборонного бюджета и численности военного ведомства. Сохраняя функции принятия решений на уровне руководства министерства, он несколько децентрализовал выработку политики и решение оперативных задач. Предписал руководителям различных направлений и Объединённому комитету начальников штабов (США) играть более значимую роль в разработке бюджетов и существующие уровни вооружённых сил. Его пребывание в должности привело к созданию Службы специальных расследований, Национального агентства геопространственной разведки, Управления всесторонней оценки программ и Управления по оказанию помощи в обеспечении безопасности (для управления всеми программами военной помощи Министерства обороны США).
В обмен на сокращение численности армии и сокращение обычных вооружений он получил от Конгресса одобрение увеличения ассигнований на новые виды вооружений. Ряд инициатив, в том числе вывод войск из Вьетнама, поэтапный отказ от старых систем вооружений, закрытие баз и совершенствование практики закупок, позволили Пентагону удерживать линию расходов, даже в то время, когда высокая инфляция сказывалась как на расходах на оружие, так и на персонал.  В результате общая численность военного персонала за приодет его руководства министерством сократилась с 3,5 млн до 2,3 млн. Среди новых разработок: оружейные платформы, а также самолеты F-15, F-16, A-10, началось проектирование подводных лодок типа «Лос-Анджелес».
В контексте продолжающейся Войны во Вьетнаме вступил в конфликт с советником президента по национальной безопасности Генри Киссинджером из-за доступа к президенту. Киссинджер старался максимально исключить министра из процесса принятия решений, особенно по международным вопросам. Он также. установил прямой канал из офиса советника по национальной безопасности в Объединенный комитет начальников штабов, пытаясь и тут ограничить Лэйрда. Киссинджер считал, что усиление военного давления на Северный Вьетнам является одним из немногих факторов успешного ведения переговоров, а начало вывода войск как «соленый арахис» вызовет у общества желание максимально ускорить этот процесс. Лэйрд в свою очередь настаивал, что устойчивое сокращение американского контингент стало бы лучшим способом обеспечить его переизбрание в 1972 году.
Министр согласился с необходимостью постепенного вывода американских вооруженных сил из Вьетнама. В течение первого года правления Никсона (с января 1969 года по январь 1970 года) в боях были убиты около 10 000 американцев. В этих условия министр приказал командующему американским контингентом во Вьетнаме генералу Крейтону Абрамсу в максимально возможной степени перейти в оборону и прекратить наступательные операции. Выступал против проведения «Операция «Меню»», связанной с тайными бомбардировками Камбоджи в качестве меры устрашения Северного Вьетнама. Поскольку Камбоджа была нейтральной страной, он вынуждено создал двойную систему отчетности в Пентагоне, чтобы сообщения о бомбардировках Камбоджи не передавались по обычным каналам. Включив в бюджетную заявку Пентагона меньшее количество войск во Вьетнаме на следующий финансовый год, он фактически связал руки Никсону, так как отказ от вывода этих войск серьезно ухудшил бы отношения с Конгрессом и потенциально мог поставить под угрозу весь оборонный бюджет.
Рекомендовал президенту Никсону продолжить политику вьетнамизации, по привлечению вьетнамцев к участию в войне во Вьетнаме. Для поддержки армии Южного Вьетнама он начал в 1972 году проект «Enhance Plus», который дал кратковременный положительный результат.
В сентябре 1969 года, когда Киссинджер разработал план, который, по его собственным словам, предусматривал «жестокий, карающий удар» по Северному Вьетнаму в форме возобновления бомбардировок, министр убедил Никсона отказаться от его реализации. Возобновление бомбардировок Северного Вьетнама и минирование его портов весной 1972 года в ответ на наступление на юг, а также еще одна бомбардировка Севера в декабре 1972 года вызвала в США широкий общественный протест. Такое изменение политики стало следствием тайных переговоров Киссинджера в руководством Южного Вьетнама, о которых он не поставил в известность министра обороны. С началом военных операций Лэйрд последовательно выступал против эскалации вооруженного конфликта. Как предупреждал министр обороны, Соединенные Штаты теперь оказались обязаны поддерживать не только правительство Южного Вьетнама, но и правительство Камбоджи в их борьбе против «красных кхмеров».
За 2 дня до его отставки в 1973 г. были подписаны Парижские соглашения, в которых предусматривался полный вывод американских войск в течение 60 дней, одновременное поэтапное освобождении американских военнопленных в Северном Вьетнаме и создание международной контрольной комиссии для урегулирования разногласий.
Также участвовал в разработке программы администрации Никсона «Стратегическая достаточность», согласно которой Соединенные Штаты должны иметь возможность сдерживать ядерные нападения на свою территорию и территорию своих союзников в том числе за счет поддержания технологического превосходства США путем разработки таких проектов, как B-1 и крылатые ракеты типа «Трайдент». Обнародованная позже «Доктрины Никсона», предусматривала, в частности, вместо концепции предыдущей администрации «война 2½» — готовности вести одновременные войны на двух основных фронтах и на одном малом фронте «врезалась» до «войны 1/2». Вместо этого посредством военной помощи и продажи военной техники за границу Соединенные Штаты подготовят своих союзников к тому, чтобы они взяли на себя большую долю оборонного бремени, особенно потребности в рабочей силе, в случае войны.
Еще одной важной стратегической целью в этот период стало поэтапное прекращение призыва на военную службу к 30 июня 1973 года и переход к системе непризывных вооружённых сил.
По некоторым сведениям, он был наиболее высокопоставленным государственным деятелем, уполномоченным республиканцами убедить вице-президента Спиро Агнью уйти в отставку после того, как выдвинутые против него обвинения в коррупции обернулись политическим скандалом. Также сыграл заметную роль в выборе Джеральда Форда в качестве преемника Агнью на посту вице-президента.

## Дальнейшая карьера
В 1973—1974 годах — советник президента по внутренней политике. Существовали предположение, что он хотел вернуться на политическую арену: баллотироваться на пост президента в 1976 году или быть избранным в Сенат, чтобы претендовать на пост спикера. Однако после «Уотергейта» это оказалось невозможным.
Уйдя в отставку в 1974 году, был назначен старшим советником по национальным и международным делам в «Ридерз дайджест».
Журналист Дейл Ван Атта написал биографию политика под названием «С честью: Мелвин Лейрд в войне, мире и политике», опубликованную Университетом Висконсин Пресс в 2008 году.
Похоронен на Арлингтонском национальном кладбище (участок 34).

## Награды и звания
Медаль Пурпурное сердце за проявленную храбрость во Второй мировой войне.
В 1974 г. был награжден президентской медалью Свободы.